# 2 Reyes 20
2 Reyes 20 es el vigésimo capítulo de la segunda parte de los Libros de los Reyes de la Biblia hebrea o Segundo Libro de los Reyes del Antiguo Testamento de la  Biblia cristiana El libro es una compilación de varios anales que registran los actos de los reyes de Israel y Judá por un compilador deuteronómico en el siglo VII a. C. con un suplemento añadido en el siglo VI a. C. Este capítulo registra los acontecimientos durante el reinado de Ezequías y Manasés, reyes de Judá.

## Texto
Este capítulo fue escrito originalmente en lengua hebrea y desde el siglo XVI se divide en 37 Versículos.

### Testigos textuales
Algunos de los primeros manuscritos que contienen el texto de este capítulo en hebreo pertenecen a la tradición del Texto Masorético, que incluye el Códice de El Cairo (895), el Códice de Alepo (siglo X) y el Códice Leningradensis (1008).
También existe una traducción al griego koiné conocida como Septuaginta, realizada en los últimos siglos AEC. Los manuscritos antiguos existentes de la versión Septuaginta incluyen el Codex Vaticanus (B; {\displaystyle {\mathfrak {G}}}B; siglo IV) y el Codex Alexandrinus (A; {\displaystyle {\mathfrak {G}}}A; siglo V).

## Ezequías muestra sus tesoros; fin de su reinado (20:12-21)

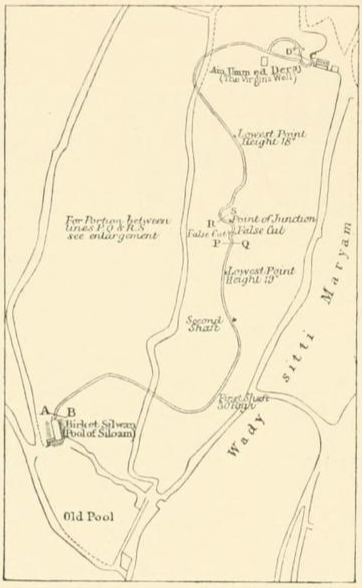
Mapa del Túnel de Siloé en el boceto de 1884 de Charles Warren y Claude Reignier Conder, mostrando también Warren's Shaft, la Piscina de Siloé y la Fuente de la Virgen

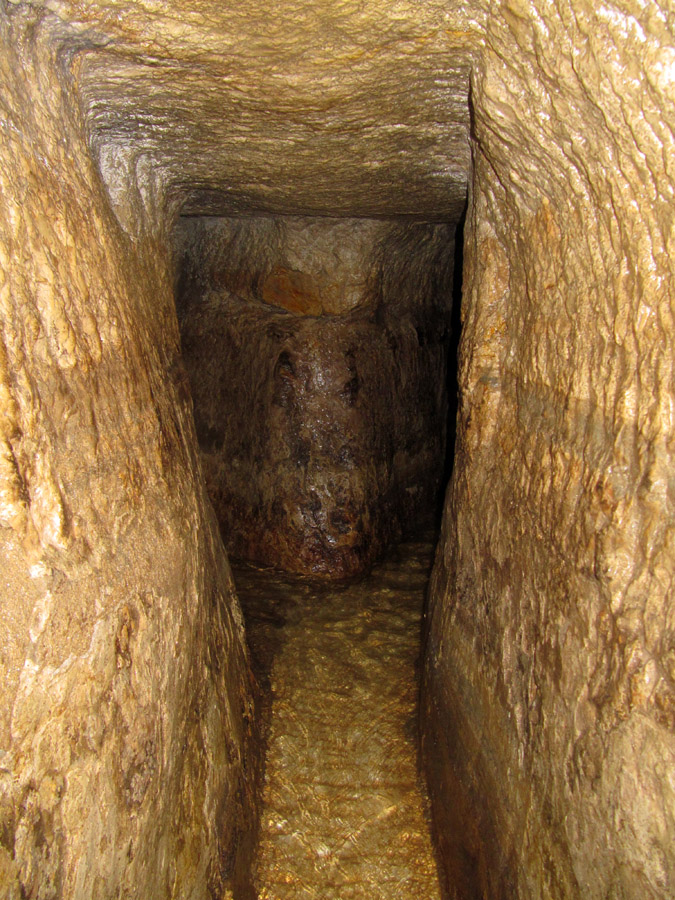
Túnel de Siloé en 2010

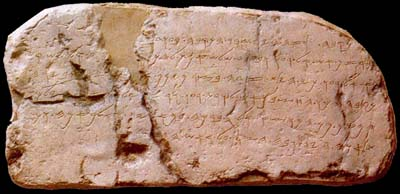
Inscripción de Siloé, realizada en el, cuando se terminó de construir el túnel de Siloé